# Deatsville
La ville de Deatsville est située dans le comté d’Elmore, dans l’État de l’Alabama, aux États-Unis. Sa population s’élevait à 1 154 habitants lors du recensement de 2010, estimée à 1 164 habitants en 2017.

## Démographie
| 1910 | 2000 | 2010  |
| ---- | ---- | ----- |
| 194  | 340  | 1 154 |

## Source
- (en) Cet article est partiellement ou en totalité issu de l’article de Wikipédia en anglais intitulé « Deatsville, Alabama » (voir la liste des auteurs).

1. ↑  « Statistiques des États-Unis - Profils des communautés de 2010 - Deatsville » (consulté en septembre 2020)